# تراز هارمونیک
تراز هارمونیک (به انگلیسی: Harmonic balance) یا هارمونیک بالانس روشی است که برای محاسبه پاسخ حالت ماندگار معادلات دیفرانسیل غیرخطی استفاده می‌شود، و بیشتر در مدارهای الکتریکی غیرخطی بکاربرده می‌شود. این یک روش حوزه فرکانس برای محاسبه حالت ماندگار است، برخلاف روش‌های مختلف حالت ماندگار حوزه زمان. نام «تراز هارمونیک» توصیفی از این روش است که با قانون جریان کیرشهف نوشته شده در حوزه فرکانس و تعداد انتخابی از هارمونیک‌ها شروع می‌شود. یک سیگنال سینوسی که به یک جزء غیرخطی در یک سیستم اعمال می‌شود، هارمونیک‌های فرکانس اصلی را ایجاد می‌کند. به‌طور مؤثر این روش فرض می‌کند که جواب را می‌توان با ترکیب خطی از سینوسی‌ها نشان داد، سپس جریان و ولتاژ سینوسی‌های را برای برآورده کردن قانون کیرشوف تراز می‌دهد. این روش معمولاً برای شبیه‌سازی مدارهایی که شامل عناصر غیرخطی هستند، استفاده می‌شود و بیشتر برای سیستم‌هایی با بازخورد که در آن دور محدود (دور محدود) رخ می‌دهد، کاربرد دارد.
مدارهای مایکروویو کاربرد اصلی روش‌های تراز هارمونیک در مهندسی برق بودند. مدارهای مایکروویو مناسب بودند زیرا، از لحاظ تاریخی، مدارهای مایکروویو از تعداد زیادی اجزای خطی که می‌توانند به‌طور مستقیم در حوزه فرکانس نمایش داده شوند، به علاوه چند جزء غیرخطی تشکیل شده‌اند. ابعاد سیستم معمولاً کوچک بود. برای مدارهای عمومی‌تر، این روش برای تمام آن‌ها غیر عملی بود، اما این مدارهای بسیار کوچک تا اواسط دهه ۱۹۹۰، هنگامی که روش‌های زیرفضای کریلوف برای مسئله به کار رفتند. استفاده از روش‌های پیش فرض زیرفضای کریلوف، امکان حل سیستم‌های بسیار بزرگتر را هم در ابعاد مدار و هم در تعداد هارمونیک‌ها فراهم کرد. این امر کاربرد امروزی روش‌های تراز هارمونیک را برای تجزیه و تحلیل مدارهای مجتمع با فرکانس رادیویی (RFIC) عملی کرد.

## ابزارها
ابزار تراز هارمونیک، به نام Agile، برای مدارهای مایکروویو برای بارگیری در دسترس است. نسخه موازی نیز ساخته شد، اما این نسخه در دسترس نیست. آزمایشگاه‌های ملی ساندیا (Sandia) توسعه یافته Xyce، یک شبیه‌ساز الکترونیکی موازی با کارایی بالا است که می‌تواند تجزیه و تحلیل تراز هارمونیک را انجام دهد.